# Конфискация золота у населения США в 1933 году

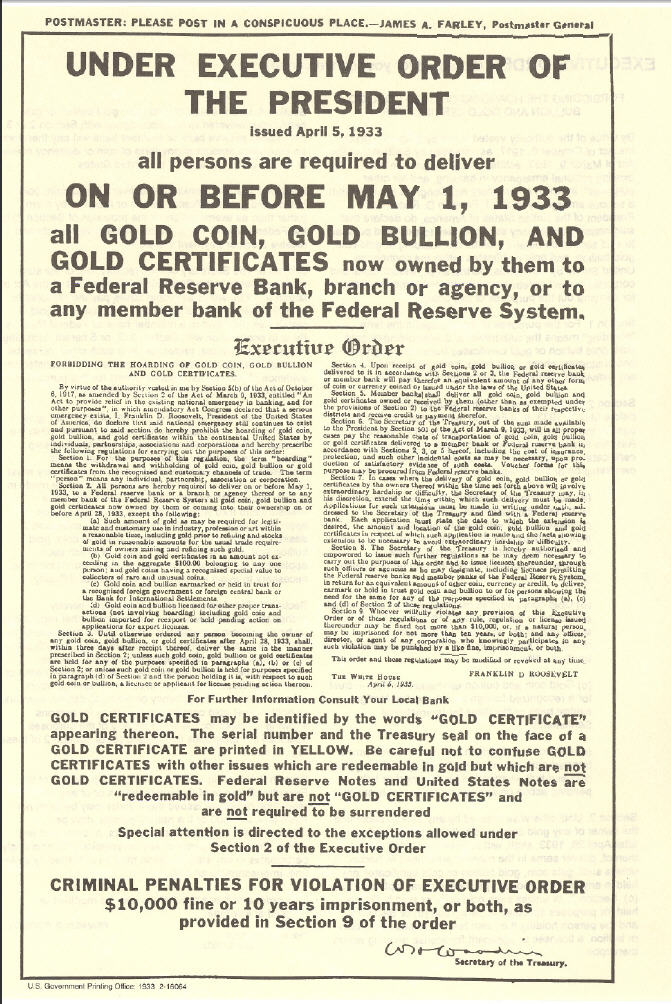
Указ № 6102

Конфискация золота у населения США в 1933 году — финансовая акция американского правительства, во время которой у населения США изымалось золото.

## История
Во время Великой депрессии, 5 апреля 1933 года президентом США Франклином Рузвельтом был подписан Указ № 6102 о фактической конфискации у населения и организаций золота, находившегося в слитках и монетах. 
Дабы не спровоцировать сильное падение своего рейтинга, на церемонии подписания постановления Рузвельт прямо сказал присутствующим, что автор документа — не он. Даже секретарь Казначейства заявил, что не был ознакомлен с документом, лишь добавив — «…это то, на чем настаивали эксперты».
Согласно указу все находящиеся на территории США физические и юридические лица (в том числе иностранные граждане и компании, хранившие золото на территории США), за редким исключением, были обязаны до 1 мая 1933 года обменять золото на бумажные деньги по цене 20,66 долл. за тройскую унцию в любом банке на территории США, имевшем на тот момент право принимать золото. Также объявлялись незаконными любые контракты и ценные бумаги, номинированные в золоте, выплаты по ним предписывалось производить бумажными деньгами в соответствии с указанным обменным курсом.
В дальнейшем золото направлялось в хранилище золотого запаса США в Форт Ноксе (штат Кентукки) Федеральной резервной системы, строительство которого было завершено к концу 1936 года. После окончания сбора золота его официальная цена была резко поднята до 35 $ за унцию.
Целью Указа Рузвельт назвал облегчение критического положения в банковской отрасли, а также предотвращение панического вывоза золота за рубеж.
Не подлежало конфискации золото на территории США, принадлежавшее иностранным государственным банкам и иностранным государствам, а также предназначавшееся для международной торговли. Частные лица могли оставить себе золота не более чем на 100 $, а также редкие и имеющие коллекционную ценность монеты. Отдельно регламентировались незначительные запасы золота, предназначавшиеся для профессиональной деятельности.
За уклонение от сдачи золота были установлены репрессивные меры: штраф до 10 000 долл. и/или тюремное заключение до 10 лет.

## Последствия
Было зафиксировано множество случаев преследования частных лиц и компаний за попытки укрывательства и совершения сделок с золотом.
Поскольку закон предписывал пересмотр контрактов и ценных бумаг, номинированных в золоте, были предприняты многочисленные судебные попытки сохранить в силе обязательства, заключённые до вступления закона в силу. Все такие дела были решены в пользу выплат бумажными деньгами. Такое же решение было принято и в отношении государственных обязательств, номинированных в золоте и выпущенных ранее конфискационного закона. Многие считали подобное решение фактическим отказом государства от исполнения своих обязательств.
Оборот ценных бумаг, номинированных в золоте, был восстановлен лишь в 1964 году. Однако по ним всё ещё нельзя было получить физическое золото. Оборот золота как товара был восстановлен в 1974 году. Тем не менее использование золота как средства платежа (например, при заключении контрактов с оплатой в золоте) по-прежнему было запрещено.
В результате данной реформы золотые запасы США достаточно пополнились, благодаря чему удалось удержать фиксированную цену на золото до 1971 года, когда США юридически отказались от золотого стандарта. Трудно судить однозначно, что ждало бы США, если бы конфискация золота не была произведена, ряд экономистов выдвигает версии, что именно Указ о конфискации золота сделал доллар США мировой резервной валютой. Так как доллар невозможно было полностью покрыть золотом, отказ от золотого стандарта был просто неизбежен, вопрос вызывали только его последствия. В 1933 году, когда экономика США ещё не оправилась от Великой депрессии, отмена золотого стандарта вызвала бы более сильную девальвацию, чем в 1971 году, когда США уже была ведущей мировой сверхдержавой.
Рузвельт не собирался конфисковывать все золото у населения, ему было важно исключить его инвестиционное и другое использование, чтобы в кризис золото не становилось заменой долларов, подверженных инфляции. Когда финансовая система нестабильна, золото становится не только объектом инвестирования, но и средством сбережения и средством расчётов за крупные покупки, что негативно сказывается на государственной валюте.

## Аналогичные законы в других странах
В Австралии Правительством Содружества на основании части четвёртой Банковского Акта 1959 года разрешалось изымать частное золото граждан в обмен на бумажные деньги. 30 января 1976 года действие части четвёртой Банковского Акта было приостановлено.